# Jean-Michel Raimond
Pour les articles homonymes, voir Raimond.
Jean-Michel Raimond, né le 11 décembre 1955 à Orléans, est un physicien français spécialisé dans le domaine de la mécanique quantique.

## Biographie
Entré à l'École normale supérieure (ENS) en 1975, son premier travail de recherche à l'issue d'un DEA de physique atomique et moléculaire porte sur la superradiance et les atomes de Rydberg. Agrégé, il devient attaché de recherches, puis chargé de recherches au CNRS. Il soutient sa thèse d'État en 1984, dirigée par Serge Haroche et intitulée Propriétés radiatives des atomes de Rydberg dans une cavité résonnante. À partir de 1988, il est professeur à l'Université Pierre-et-Marie-Curie.
De 1994 à 1999, il est membre junior de l'Institut universitaire de France. De 2001 à 2011, il en est membre Senior et y occupe la chaire d'optique quantique.
Il a dirigé, de 2004 à 2009, le département de physique de l'École normale supérieure. 

Jean-Michel Raimond est spécialiste de physique atomique et d'optique quantique, membre au Laboratoire Kastler Brossel du groupe d'Électrodynamique quantique en cavité, qu'il anime avec Serge Haroche, prix Nobel de physique en 2012 et Michel Brune. 
Il s'intéresse aux atomes de Rydberg, états atomiques géants que leur sensibilité aux micro-ondes rend particulièrement bien adaptés à des études fondamentales sur l'Interaction rayonnement-matière. Il a montré que ces atomes, couplés à des cavités supraconductrices contenant quelques photons, constituent des systèmes idéaux pour tester les lois de la décohérence quantique et pour démontrer qu'il est possible de réaliser des opérations de logique quantique prometteuses pour le traitement de l'information,. Les expériences les plus récentes, visées par la citation du Nobel 2012 , permettent de compter les photons dans la cavité sans les détruire, illustrant directement le Problème de la mesure quantique,. Cette mesure idéale permet aussi de combattre la décohérence par un schéma de rétroaction quantique qui maintient constant le nombre de photons dans la cavité.
Jean-Michel Raimond est le fils de Michel Raimond, ancien Professeur à la Sorbonne de littérature française.

## Principales distinctions
- Prix Fernand Holweck de l'Académie des sciences (1985)
- Grand prix Ampère de l'Électricité de France, décerné par l'Académie des sciences, avec M. Brune (1998)
- Grand Prix Jean-Ricard de la Société française de physique (2007)
- Gay-Lussac-Humboldt research award de la Fondation Alexander von Humboldt (2012)
- Prix Edison-Volta de la Société de Physique Européenne[12] (2014)
- Chevalier de la Légion d'honneur
- Commandeur de l'ordre des Palmes académiques

## Principales publications
- M. Brune, E. Hagley, J. Dreyer, X. Maître, A. Maali, C. Wunderlich, J. M. Raimond, et S. Haroche, Observing the Progressive Decoherence of the “Meter” in a Quantum Measurement, Phys. Rev. Lett. 77, 4887–4890 (1996). Dans cette expérience, et pour la première fois, la réduction du paquet d'onde est observée de manière quantitative.
- J.M. Raimond, M. Brune et S. Haroche, Manipulating quantum entanglement with atoms and photons in a cavity, Rev. Mod. Phys. 73, 565 (2001). Article de revue, décrivant en particulier les opérations de logique quantique.
- S. Haroche, et J. M. Raimond : "Exploring the Quantum : Atoms, Cavities, and photons", Oxford University Press, Oxford (10 août 2006).
- S. Gleyzes et al. Quantum jumps of light recording the birth and death of a photonn in a cavity, Nature(London) 446, 297 (2007). Première mesure idéale (sans démolition quantique) du nombre de photons dans une cavité.
- C. Guerlin et al. Progressive field state collapse and quantum non demolition photon counting, Nature(London) 448, 889 (2007)
- C. Sayrin et al. Real time quantum feedback prepares and stabilizes photon number states, Nature(London) 477, 73 (2011). Première réalisation d'un schéma de rétroaction quantique en continu.